# 에어 오스트랄의 운항 노선
에어 오스트랄은 다음과 같은 노선을 운항하고 있다.

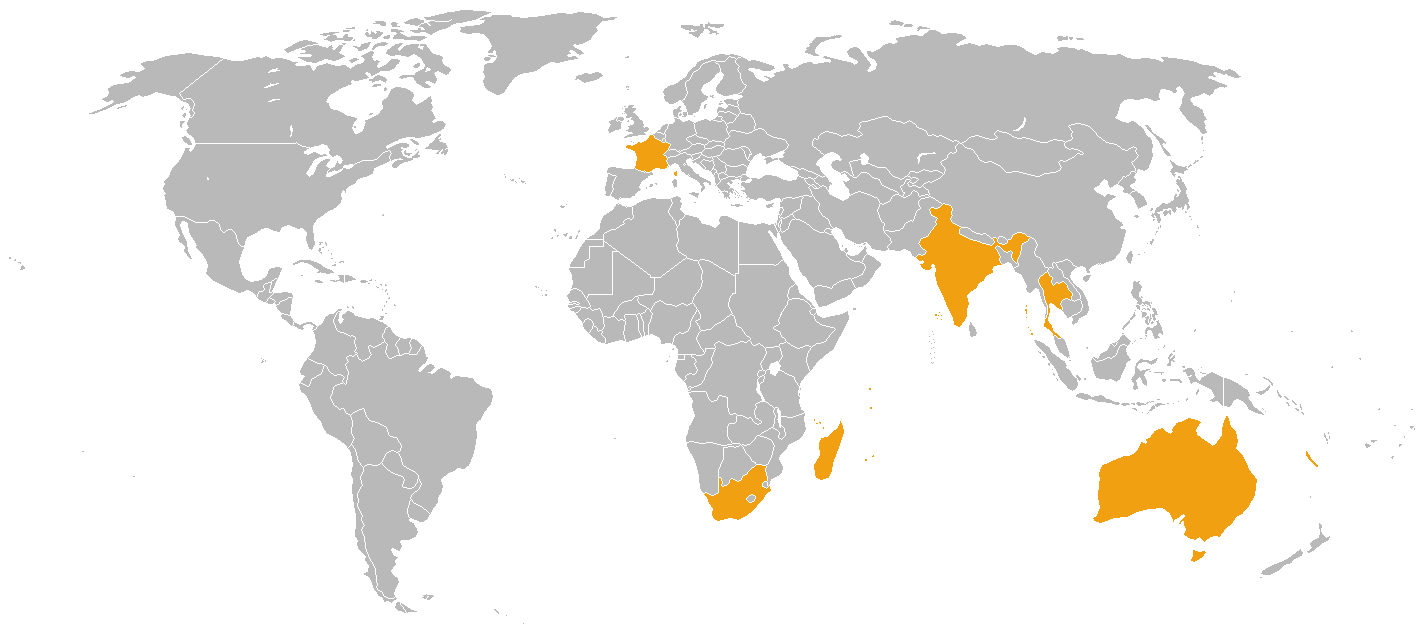
에르 오스트랄의 운항 노선

## 운항 노선
|  | 허브 공항   |
|  | 포커스 시티 |
|  | 미래 취항지 |
|  | 과거 취항지 |